# Der Star
Der Star ist ein deutschsprachiger Schlager, der von Detlef Petersen geschrieben wurde. Er wurde 1973 von Nizza Thobi und 1976 von Tony Marshall interpretiert. In der Version von Marshall sollte er der deutsche Beitrag zum Eurovision Song Contest 1976 sein.

## Hintergrund und Produktion
Detlef Petersen schrieb den Titel bereits im Jahr 1972 und reichte ihn beim Peer Musikverlag in Hamburg ein. Im darauffolgenden Jahr wurde er von Nizza Thobi mit weiteren Liedern für eine Schallplatte aufgenommen. Eine Veröffentlichung wurde von der Plattenfirma BASF Records abgelehnt, da man keinen Erfolg für die Lieder erwartete. Der Star wurde in Thobis Fassung von Robert Puschmann produziert. Arrangeur war Horst Lubitz. In einem gerichtlichen Verfahren gestand die Plattenfirma der Interpretin sämtliche Rechte an den aufgenommenen Titeln zu und überließ ihr die Playbackbänder.
Im Dezember bot der Peer Musikverlag den Titel Jack White an. Da für das Lied keine Abrechnungen verfügbar waren, war davon auszugehen, dass das Lied vorher nie veröffentlicht wurde. Die Regeln des Spitzenverbandes Deutscher Musiker (SPIDEM), welcher für die Titelauswahl für die Eurovisions-Vorentscheidung verantwortlich war, besagten u. a., dass der einzureichende Titel vorher nicht veröffentlicht sein durfte. Schließlich wurde das Lied, welches nun von Tony Marshall gesungen wurde, erstmals am 31. Januar 1976 in der Vorentscheidung Ein Lied für Den Haag vorgestellt.
Am 18. Februar 1976 wurde bekanntgegeben, dass Tony Marshall den Vorentscheid mit über 118.000 Publikumsstimmen gewonnen habe. Am nächsten Tag gab Horst Lubitz an, dass er das Lied in Marshalls Version bei der Verkündung des Ergebnisses zum ersten Mal hörte. Es sei in der gleichen Orchesterbesetzung, die Lubitz damals mit Musikern des Hessischen Rundfunks aufgenommen hatte, arrangiert worden. Thobi und Lubitz versicherten daraufhin an Eides statt, dass sie den Titel bereits vorher in verschiedenen Diskotheken aufgeführt hatten. Kurz darauf beschloss der Spitzenverband Deutscher Musiker die Disqualifizierung des Titels, da es gegen die Bestimmungen verstoßen habe, dass Text und Musik schon vorher veröffentlicht wurden.
Als Folge zogen die Les Humphries Singers nach, welche in der Vorentscheidung mit dem Titel Sing Sang Song den zweiten Platz erreichten.

## Musik und Text
Der Text wird aus der Sicht eines Fans erzählt, welcher einen Sänger bewundert. Dennoch wisse der Fan nichts von „seinem Herzen“, da er ihn nur im „Glanz der Bühne“ sehe. Der Titel besteht aus zwei Strophen. Die erste Strophe handelt vom Fan, der alles über den Star weiß und ein Konzert von ihm besucht. In der zweiten Strophe wird von der Faszination des Fans gegenüber dem Star gesprochen, da dieser „kein Held und kein König, kein Bettler und kein Scharlatan“ sei, sondern von alledem nur „ein wenig“. Das Lied endet mit einem Outro. Zwischen den Strophen wird der Refrain mit der Zeile „Wunderbar, wunderbar, wunderbar singt er seine Lieder“ eröffnet, im zweiten Teil des Refrains wird die Zeile in „Wunderbar, wunderbar, wunderbar sind all seine Lieder“ geändert.
Die Musik ist in einem klassischen Stil gehalten. Zu Beginn dominieren hauptsächlich die Streicher, das Klavier, sowie die zurückgehaltene Perkussion. Diese wird zu Beginn des Refrains verstärkt, außerdem kommen Bläser hinzu. Das Outro besteht aus einem minimalen Einsatz der Streicher sowie Klavierbegleitung, ehe zum Höhepunkt am Schluss die Musik wieder voll einsetzt.

## Rezeption
Am 24. Februar 1976 habe das ZDF sowohl Marshall als auch Thobi in die Sendung Die Drehscheibe eingeladen, wovon Marshall jedoch Abstand genommen habe.
Laut Marshall habe man das Lied in mehreren Sprachen aufgenommen, weil man davon ausging, unter die ersten fünf Plätze beim Grand Prix zu gelangen. Er bezweifelte außerdem die Rechtmäßigkeit der Disqualifizierung, da die Diskothek, in der Thobi das Lied aufgeführt haben soll, nie gefunden worden sei. Eine französische Version mit dem Titel Joue ta vie wurde 1978 auf seinem Album Meine Wunschmelodien veröffentlicht. 2008 nahm er mit seinem Sohn Marc Marshall eine neue Version des Titels auf.
Laut Nick van Lith, Redakteur des Grand-Prix-Fanblogs ESCXtra, hätte Tony Marshall beim Eurovision Song Contest wesentlich besser abschneiden können als die Les Humphries Singers. Es sei sicher kein Siegertitel gewesen, aber ein Platz in den unteren Top 10 sei im Rahmen seiner Möglichkeiten gewesen. Des Weiteren sei die Originalversion von Nizza Thobi schwer aufzufinden.